# ژروتین (ناحیه لوونی)
ژروتین (به چکی: Žerotín) یک منطقهٔ مسکونی در جمهوری چک است که در ناحیه لوونی واقع شده‌است. ژروتین ۱۱٫۱۹ کیلومتر مربع مساحت و ۱۸۱ نفر جمعیت دارد و ۳۳۶ متر بالاتر از سطح دریا واقع شده‌است.